# Claude Mylon
Claude Mylon, né en 1615 et mort à Paris le 21 ou 22 août 1660, est un mathématicien français du XVIIe siècle.

## Biographie
Son patronyme était celui de Benoît Mylon (ou Milon) d'Ollainville († 1593), trésorier ordinaire des guerres sous Charles IX, premier intendant des finances, puis président de la Chambre des comptes sous Henri III, constructeur du château de Wideville, et de la chapelle de la Trinité en l'église Saint-Germain-l'Auxerrois, lieu de sépulture de la famille. Son père, Benoît Foucquet, dit Mylon († 1639), n'était que le filleul de l'intendant, mort sans enfant, et dont il avait adopté le nom ; c'était un agent du fisc, d'abord receveur des tailles en l'élection de Pont-Audemer, puis élu en l'élection de Paris. Claude avait deux frères aînés, dont le premier, Pierre, recueillit l'office du père, et le second, Benjamin, fut secrétaire de la chambre du roi. Lui-même, dès 1640, âgé de vingt-cinq ans, celui de la majorité à l'époque, était avocat au Parlement de Paris.
Dès 1644 au plus tard, il était un familier de l'« Académie parisienne » de Marin Mersenne : pendant le séjour de celui-ci en Italie (septembre 1644-septembre 1645), il lui adresse une lettre conservée (datée du 25 février 1645), où il lui rend compte des travaux de l'Académie et lui transmet les salutations de Pierre de Carcavi, Gilles Personne de Roberval et Girard Desargues ; avant de recevoir ces nouvelles, Mersenne lui avait déjà envoyé trois lettres, ce qui permet de penser qu'il avait dû charger Mylon d'une fonction d'intermédiaire entre lui et son Académie. Mylon resta ensuite une sorte de secrétaire très actif de l'« Académie parisienne », jusqu'à la mort de Marin Mersenne (1er septembre 1648), et ensuite chez Jacques Le Pailleur. Après la mort de ce dernier (4 novembre 1654), il devint la cheville ouvrière du groupe. À partir de 1657, l'« Académie parisienne » existe concurremment avec l'« Académie Montmor », créée chez lui par Henri Louis Habert de Montmor ; les deux ont d'ailleurs des membres communs, mais la première est très spécialisée en mathématiques, tandis que la seconde est d'orientation plus large. Il semble que Mylon ait tenu des réunions chez lui, rue Tirechappe (près de l'église Saint-Germain-l'Auxerrois), mais que dans ces années l'« Académie parisienne » se soit réunie assez irrégulièrement chez des personnes différentes. À la mort de Mylon, le groupe fondé par Marin Mersenne cessa d'exister (mais les principaux membres se retrouvent dans l'Académie royale des sciences à partir de 1666).
L'importance de Claude Mylon dans l'histoire des mathématiques de l'époque ne tient pas à ses propres travaux, mais à son rôle de secrétaire, puis d'animateur de l'« Académie Mersenne », et à la correspondance qu'il a entretenue avec de nombreux savants. Il s'occupa notamment de faire connaître les travaux des uns aux autres. Il établit entre autres des correspondances avec Frans van Schooten (à partir de 1646), avec Thomas Hobbes, avec Christian Huygens (entre le 4 février 1656 et janvier 1660). Il s'occupa de transmettre les travaux de Pierre de Fermat ou de Bernard Frénicle de Bessy aux Hollandais. Malheureusement les « registres » que Mylon tenait des travaux de l'« Académie parisienne » n'ont pas été retrouvés.